# Natakamani
Natakamani war ein nubischer König, der um 50 n. Chr. regierte. Er ist von einer großen Anzahl verschiedener Denkmäler bekannt, die seine enorme Bautätigkeit belegen. Er ist sicherlich der bedeutendste Herrscher der meroitischen Epoche (von 300 v. Chr. bis etwa 350 n. Chr.) des Reiches von Kusch.
Das Reich von Kusch ist die erste schwarzafrikanische Zivilisation, die im heutigen Sudan blühte und in deren Kultur sich ägyptische, subsahara-afrikanische und hellenistische Elemente mischten.

### Die Regierungszeit

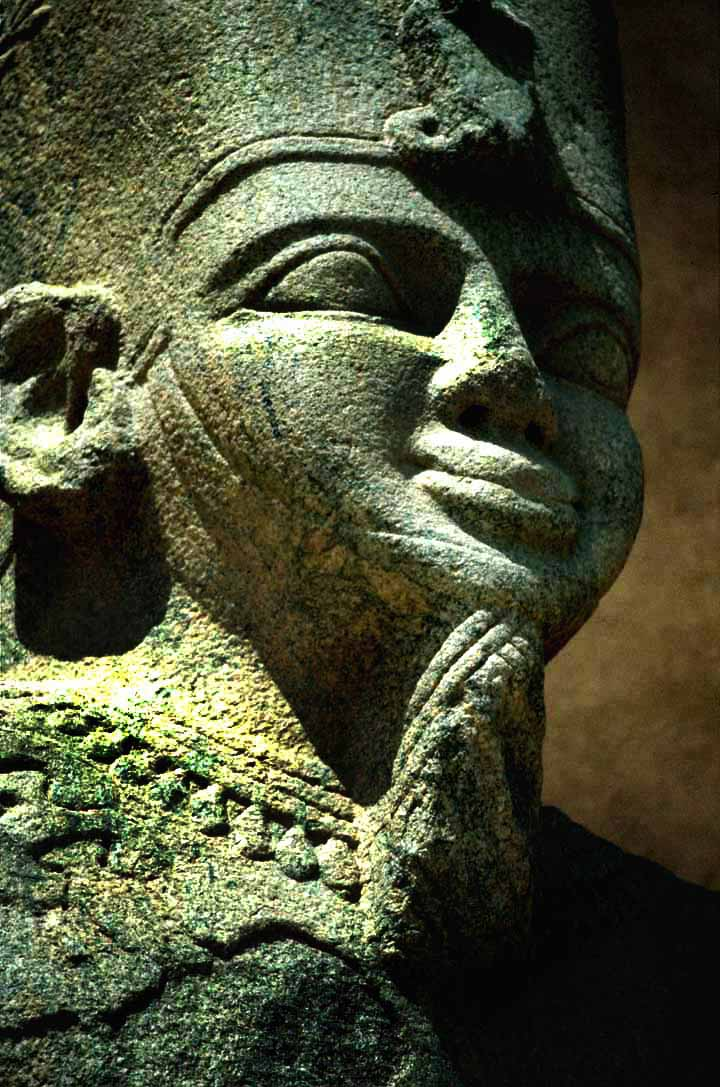
Kolossalfigur, die sich in Tabo, auf der Insel Argo fand. Sie stellt eventuell Natakamani dar

#### Bautätigkeit

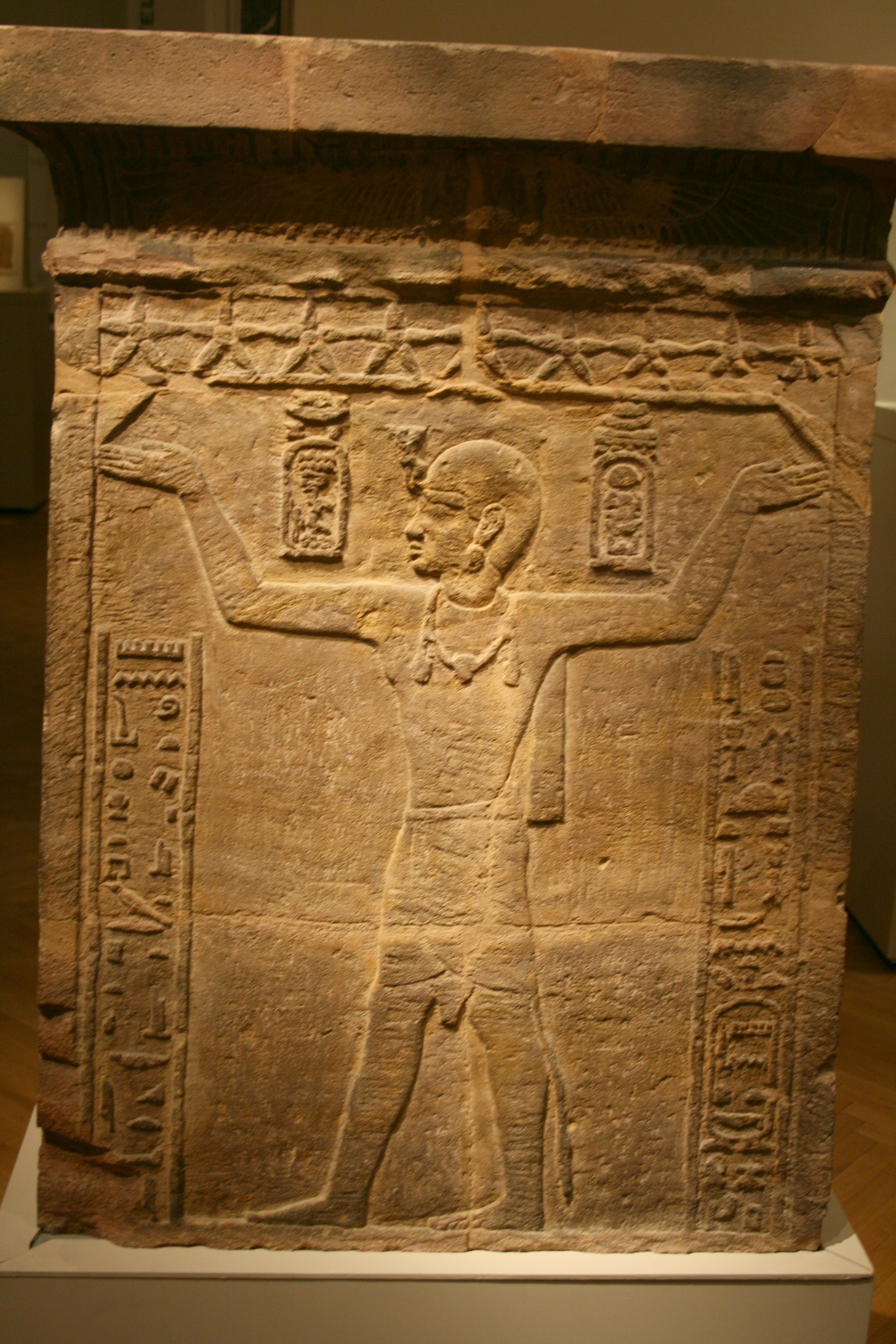
Barkenuntersatz des Herrschers aus Wad ban Naqa

#### Die Pyramide

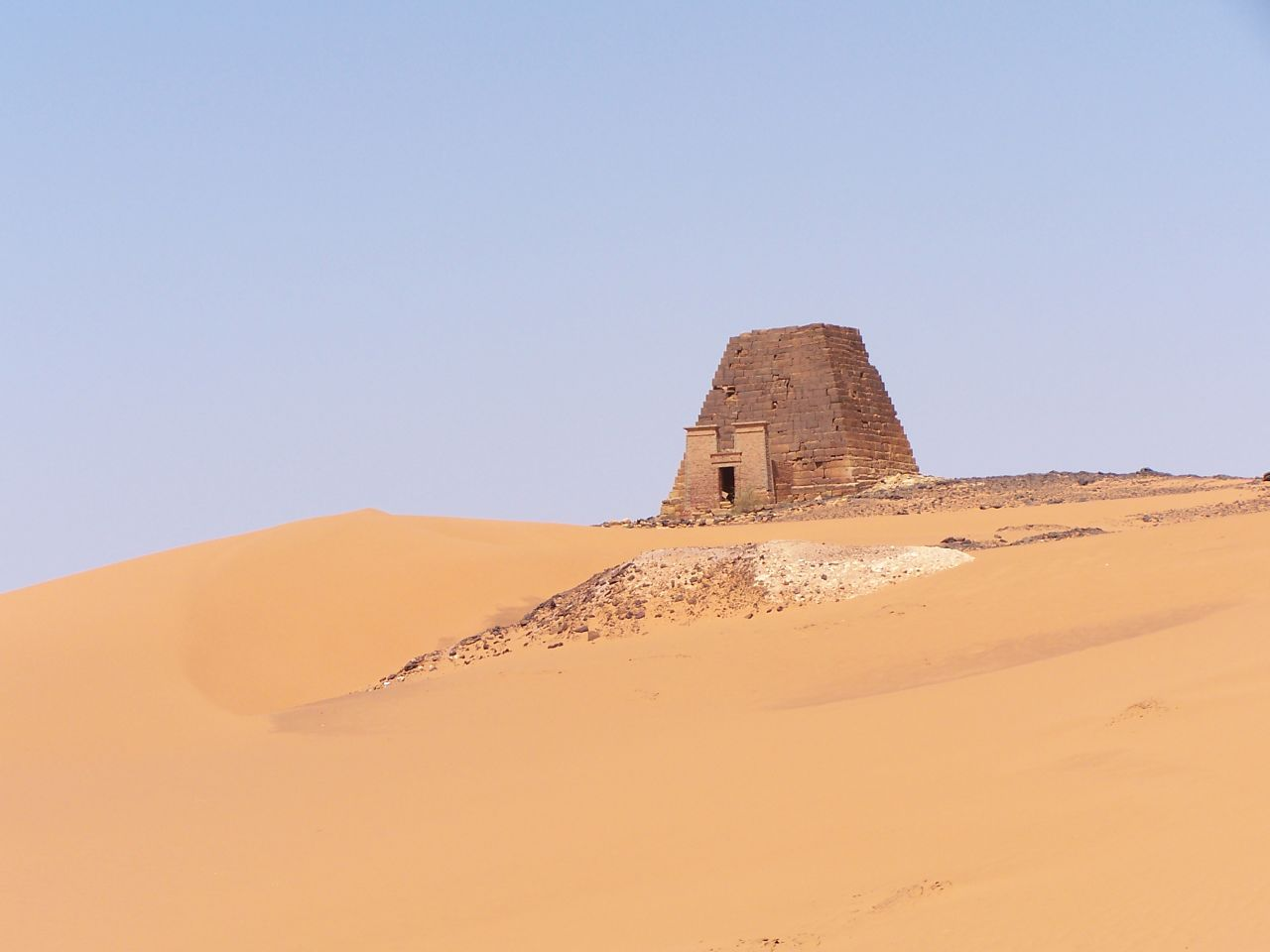
Pyramide N22 von Natakamani

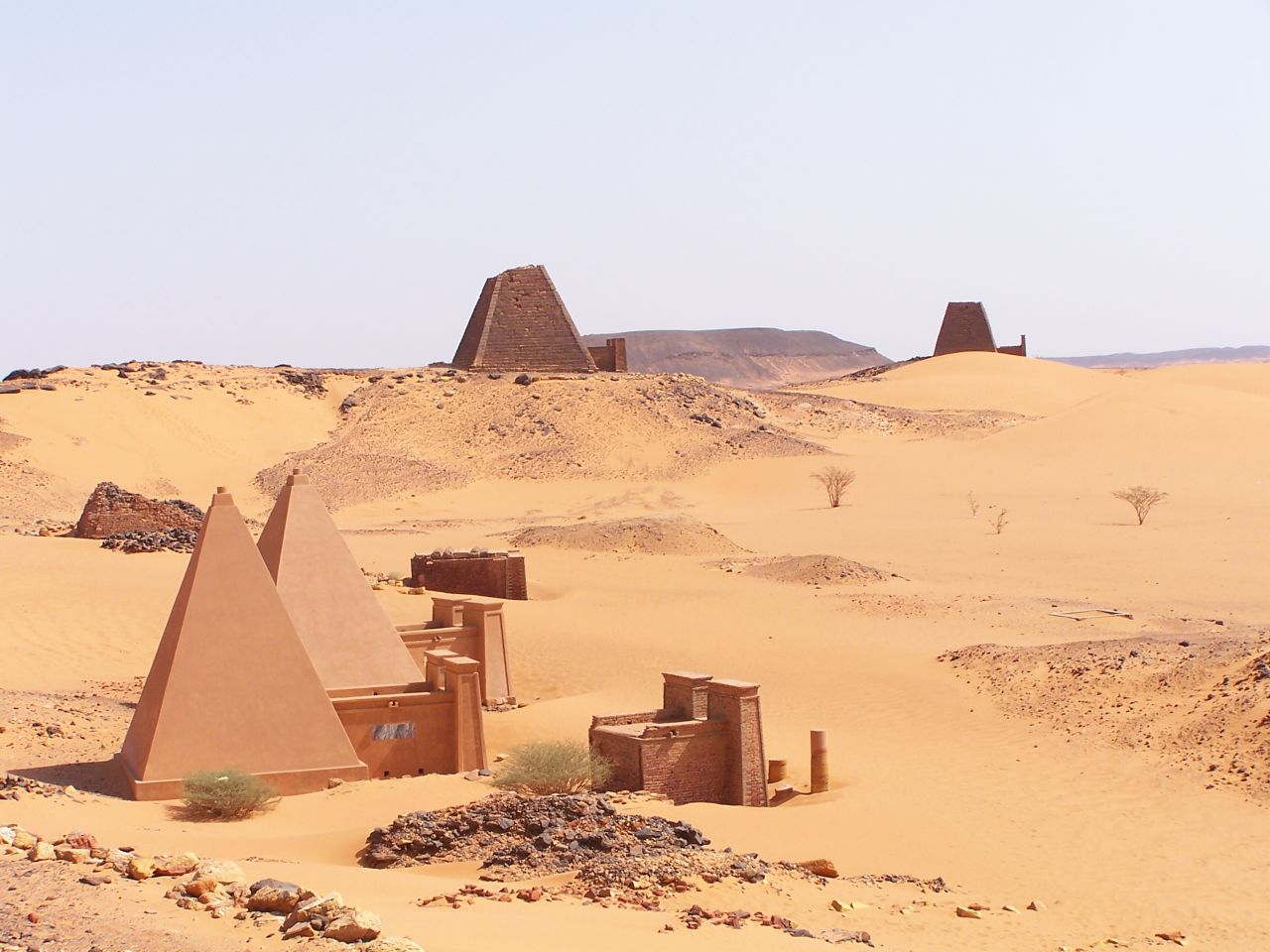
Pyramide N22 hinten rechts, etwas abseits vom Nord-Pyramidenfeld